# برونو سيلفا (لاعب كرة قدم برازيلي)
برونو سيلفا (14 أبريل 1991 بالبرازيل - ) هو لاعب كرة قدم برازيلي في مركز الهجوم. لعب سابقاً مع نادي العين السعودي .

## وصلات خارجية
- برونو سيلفا (لاعب كرة قدم برازيلي) على موقع قاعدة بيانات كرة القدم.إي يو (الإنجليزية)
- برونو سيلفا (لاعب كرة قدم برازيلي) على موقع Soccerway.com (الإنجليزية)